# June Squibb
June Louise Squibb (ur. 6 listopada 1929 w Vandalii) – amerykańska aktorka filmowa i teatralna.
Popularność przyniósł jej film Nebraska z roku 2013, za który dostała m.in. Nagrodę Międzynarodowego Festiwalu Filmowego w Santa Barbara i nagrodę Bostońskiego Stowarzyszenia Krytyków Filmowych. Otrzymała również wiele nominacji w tym do Oscara, Nagrody Satelita i Złotego Globu.
W latach 50. przeszła konwersję na judaizm.